# Javier Eseverri
Javier Eseverri Barace (Pamplona, 28 agosto 1977) è un ex giocatore di calcio a 5 spagnolo, campione europeo con la Nazionale spagnola nel 2007 e nel 2010.

## Carriera

### Club
Originario di Ochagavía, è considerato dagli addetti ai lavori il miglior calcettista navarrese della storia, nonché il primo ad aver esordito nella Nazionale di calcio a 5 della Spagna. Schierato come ultimo e occasionalmente come laterale, ha legato l'intera carriera allo Xota con cui ha giocato 704 partite ufficiali distribuite in 23 stagioni consecutive tra il 1996 e il 2018.

### Nazionale
Eseverri ha debuttato nella Nazionale di calcio a 5 della Spagna il 25 ottobre 2005. Tre anni più tardi ha disputato la sfortunata Coppa del Mondo 2008 nella quale le furie rosse sono state sconfitte in finale dal Brasile dopo i tiri di rigore. A livello continentale, Eseverri ha vinto due campionati europei consecutivi, nel 2007 e quindi nel 2010. Al termine del secondo ha annunciato il ritiro dalla nazionale.

## Palmarès

### Nazionale
- Campionato d'Europa: 2
Portogallo 2007, Ungheria 2010